# Nobelpristagaren
Nobelpristagaren är en svensk dramafilm från 1918 i regi av Georg af Klercker. 

## Handling
Dr Henry Arel och hans fästmö Violet reser ut i kriget som sjukvårdare. Under ett flyganfall skadas Violet dödligt och får sin sista önskan uppfylld, hon och dr Arel vigs av fältprästen. Innan Violet forslas iväg gör dr Arel ett djärvt kirurgiskt ingrepp i förhoppningen om att kunna rädda hennes liv. Senare blir Arel tillfångatagen av fienden och möter Olga Orslowa, som så småningom blir hans älskarinna och ger honom en son. Violet som överlevde transporten hem bor nu som invalid hos sina föräldrar. Vid krigets slut återvänder Arel hem tillsammans med Olga och sin son, men han hemlighåller för Violets familj att han är barnets far och utger dem för att vara flyktingar. Arel flyttar ihop med Violet, och Olga fungerar som en sorts hemhjälp i hemmet. Trots att Henry får veta att han tilldelats årets Nobelpris i medicin, är han inte glad, eftersom familjelivet med två kvinnor medför problem. Violet begår självmord, och hennes föräldrar ger sin varma välsignelse åt den nya familjen med Arel och Olga.

## Om filmen
Hasselblads och Veckojournalen inbjöd under 1917 till en manuskriptpristävling, Stadskamrer Knut Björlin fick 3:e pris samt 400 kr och sitt manus omarbetat till en film. Filmen premiärvisades 11 mars 1918 på biograf Sture i Stockholm. Inspelningen skedde vid Hasselbladsateljén i Otterhällan Göteborg med exteriörer från Göteborg och Skeppsholmsbron i Stockholm.

## Rollista (i urval)
- Nils Chrisander – doktor Henry Arel, kirurg
- Hugo Björne –  professor Robert Starford
- Tekla Sjöblom –  Alice Starford, hans hustru
- Mary Johnson –  Violet Starford, deras dotter, Henrys trolovade
- Maggie Gripenberg –  Olga Orslowa
- Carl Johannesson –  Josef Nikolaj Frieberg, grossör från Warszawa
- Sigge Hallén –  Henrys och Olgas son
- Sture Baude – polis